# Ricky Willison
Ricky Willison (Ruislip, 30 juli 1959) is een golfprofessional uit Engeland.

## Amateur
Willison was aanvankelijk drukker van beroep en daarnaast amateurgolfer. In 1987 speelde hij mee in het Brits Open en eindigde hij op de derde plaats.

In 1991 won hij het Engels Amateur Kampioenschap en maakte hij deel uit van het winnende Walker Cup team. Daarna besloot Willison op 32-jarige leeftijd professioneel golfer te worden.

### Gewonnen
- 1990: The Duncan Putter
- 1991: The Duncan Putter, Engels Amateur Kampioenschap

### Teams
- Eisenhower Trophy: 1990
- St Andrews Trophy: 1990
- Walker Cup: 1991 (winnaars)

## Professional
Willison werd in 1991 professional. Hij speelde in 1992 en 1993 op de Europese Tour maar verloor zijn spelerskaart na 1994. Op de Challenge Tour eindigde hij eind 1995 op de 9de plaats en in 1996 en 1997 speelde hij weer op de Europese Tour. In 1998 besloot hij les te gaan geven op de Ealing Golf Club.
In 2009 werd hij vijftig jaar en speelde de rest van het seizoen op de Europese Senior Tour. Bij de Linde German Masters in Berlijn verdiende hij zijn eerste prijzengeld.

### Gewonnen
- 1994: Stockley Park Challenge
- 1995: Tunisian Open Challenge